# Piabucina erythrinoides
Piabucina erythrinoides es una especie de peces de la familia Lebiasinidae en el orden de los Characiformes.

## Morfología
Los machos pueden llegar alcanzar los 16,4 cm de longitud total.

## Hábitat
Es un pez de agua dulce y de  clima tropical.

## Distribución geográfica
Se encuentra en Sudamérica: noroeste de Venezuela ( cuenca del lago Maracaibo), al norte de la cordillera de la costa, en varios ríos de montaña como el río del Parque Municipal Casupo de Valencia  y las cuencas fluviales costeras a lo largo del noreste de Colombia.